# جک دمپسی
جک(انگلیسی: Jack Dempsey; ۲۴ ژوئن ۱۸۹۵ – ۳۱ مهٔ ۱۹۸۳) بوکسور حرفه‌ای اهل ایالات متحده آمریکا بود. جک دمپسی در یکی از مصاحبه‌هایش گفته بود او هرگز با یک سیاه‌پوست مسابقه نمی‌دهد به همین علت سیاه پوستان به شدت از او متنفر بودند.